# Casa Banco Popular (Peralada)
La casa Banco Popular, o Can Dalfó, és un edifici del municipi de Peralada (Alt Empordà) inclòs en l'Inventari del Patrimoni Arquitectònic de Catalunya.

## Descripció
Edifici situat al centre del poble, amb tres façanes visibles, unit a l'edifici veí només a través de la façana posterior. És un edifici de planta baixa, dos pisos i golfes del qual destaca el paredat de pedra sense escairar i maó. Aquest edifici està estructurat verticalment per tres cossos, amb tres obertures cadascun, el central dels quals lleugerament avançat respecte de la resta. La planta baixa té una porta d'accés en arc rebaixat i dues portes laterals que han estat reformades els últims anys. La resta d'obertures de la façana sí que són originals. Al primer pis hi ha dues finestres en arc deprimit convex amb un balcó central que repeteix l'arc de les finestres dels costats. La coberta d'aquest balcó és una terrassa a la qual s'accedeix a través d'una obertura al tercer pis, també en arc deprimit convex, amb una barana de ferro forjat amb decoració floral. A cada costat d'aquest balcó trobem una finestra, amb dos arcs de mig punt units per una estreta columna. Al pis superior trobem un arc de mig punt a cada costat, i al centre una petita galeria de tres arcs de mig punt. Les façanes laterals són molt diferents entre si. La que dona al convent del Carme és molt senzilla, amb obertures simples i sense decoració. La del carrer del Forn, en canvi, destaca pels seus balcons de ferro forjat, decorats amb motius vegetals i geomètrics.